# クインニャイ県

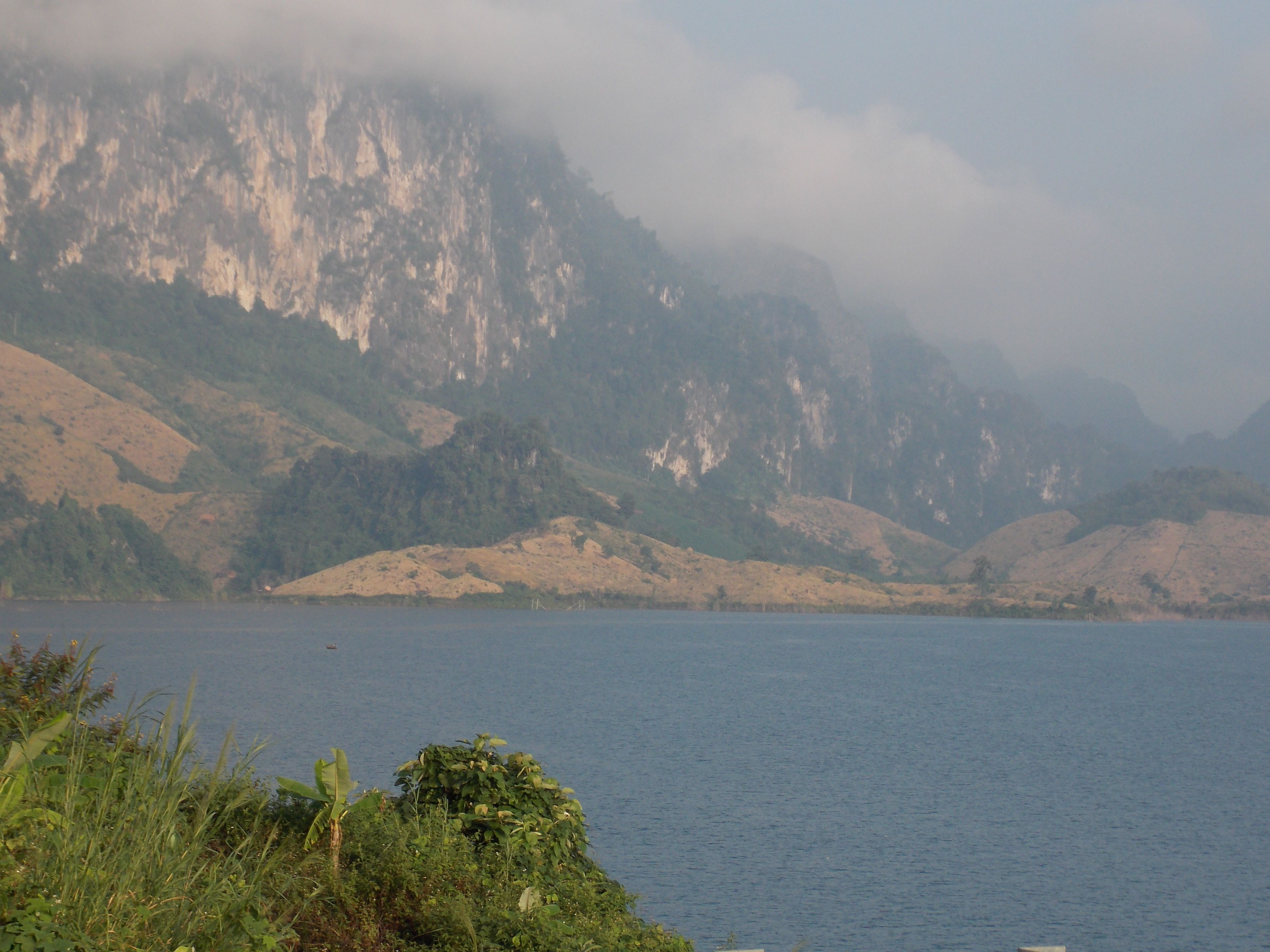

クインニャイ県（クインニャイけん、ベトナム語：Huyện Quỳnh Nhai / 縣瓊崖?）は、ベトナム社会主義共和国ソンラ省の県。面積は1,049.07km²、人口は64,020人（2019年）である。

## 行政区画
1市鎮11社を管轄する。